# Филимонова, Инна Михайловна
Инна Михайловна Филимонова (род. 26 апреля 1976 года) — заслуженный мастер спорта России (пауэрлифтинг).

## Карьера
В юниорской карьере отметилась золотом (1998) и бронзой (1999) чемпионата России и золотом (1999) чемпионата мира.
В 1999 году становится бронзовым призёром на национальном чемпионате по жиму лёжа.
В 2001 году становится вице-чемпионкой России по пауэрлифтингу.
В декабре 2001 года привезла из Фридланта (Чехия) золото чемпионата Европы.
В 2002 году побеждает на чемпионате России и впервые становится чемпионкой мира. А чуть позже ещё и чемпионкой Европы.
В 2003 году становится чемпионкой России и мира.
В 2005 году становится второй на чемпионате России, побеждает на чемпионате Европы.
В 2006 году становится победителем чемпионатов России и Европы.
В 2007 году победила на чемпионатах России и мира.
В 2008 и 2009 годах становится вице-чемпионкой России.
В ноябре 2009 года привезла домой золото с чемпионата мира в Нью-Дели.
В 2010 году становится чемпионкой России, но на чемпионате мира в ЮАР становится второй.
В 2011 году становится второй на чемпионате России по силовому троеборью, но побеждает на чемпионате России по классическому жиму лёжа. Также становится чемпионкой Европы.
В 2013 году побеждает на чемпионате России по классическому жиму и классическому троеборью.
Вице-чемпионка мира по классическому пауэрлифтингу 2013 года.
В 2014 году становится вице-чемпионкой России по пауэрлифтингу и чемпионкой России по классическому пауэрлифтингу. Побеждает на чемпионатах мира по пауэрлифтингу с экипировкой и классическому пауэрлифтингу. В конце декабря 2014 года побеждает на чемпионате России по классическому пауэрлифтингу.
В 2015 году завоевала золото на чемпионате по классическому пауэрлифтингу и бронзу на чемпионате мира с экипировкой.